# سن لي
سن لي (بالصينية: 孙莉) هي لاعبة كرة لينة صينية، ولدت في 6 يناير 1981.

## وصلات خارجية
- سن لي على موقع أوليمبيديا (الإنجليزية)
- سن لي على موقع اللجنة الأولمبية الصينية (الإنجليزية)